# Ranunculus trautvetterianus
Ranunculus trautvetterianus C. Regel ex Ovcz. – gatunek rośliny z rodziny jaskrowatych (Ranunculaceae Juss.). Występuje naturalnie w Afganistanie, Kazachstanie oraz Chinach (w zachodniej części regionu autonomicznego Sinciang).

## Morfologia
PokrójBylina o mniej lub bardziej owłosionych pędach. Dorasta do 7,5–15 cm wysokości.
LiścieSą trójsieczne. W zarysie mają nerkowato pięciokątny kształt, złożone ze stożkowatych lub odwrotnie owalnych i potrójnie klapowanych segmentów. Mierzą 1–2,5 cm długości oraz 1,5–4 cm szerokości. Nasada liścia jest ucięta lub ucięto klinowa. Ogonek liściowy jest nagi lub lekko owłosiony i ma 2–4 cm długości.
KwiatySą pojedyncze. Pojawiają się na szczytach pędów. Mają żółtą barwę. Dorastają do 15–22 mm średnicy. Mają 5 eliptycznie owalnych działek kielicha, które dorastają do 5–7 mm długości. Mają 5 lub 6 odwrotnie owalnych płatków o długości 7–10 mm.
OwoceNagie niełupki o odwrotnie jajowatym kształcie i długości 1–2 mm. Tworzą owoc zbiorowy – wieloniełupkę o jajowatym kształcie i 7 mm długości.

## Biologia i ekologia
Rośnie na łąkach. Występuje na obszarze górskim na wysokości od 1700 do 4500 m n.p.m. Kwitnie w czerwcu.